# (16414) Le Procope
(16414) Le Procope est un astéroïde de la ceinture principale.

## Description
(16414) Le Procope est un astéroïde de la ceinture principale. Il fut découvert par Eric Walter Elst le 25 août 1987 à l'ESO. Il présente une orbite caractérisée par un demi-grand axe de 2,19 UA, une excentricité de 0,139 et une inclinaison de 3,99° par rapport à l'écliptique.
Il fut nommé en hommage au café parisien Le Procope. Habitant au-dessus, le peintre et astronome amateur Hermann Goldschmidt découvrit depuis son salon 14 planètes mineures entre 1852 et 1861. Le café, considéré comme le plus vieux de Paris, fut ouvert par Francesco Procopio en 1686.

## Compléments